# Марко Остоя
Марко Остоя (нар. 20 жовтня 1960) — колишній югославський тенісист.
Найвищу одиночну позицію світового рейтингу — 74 місце досяг 09 квітня 1984, парну — 157 місце — 26 листопада 1984 року.
Здобув 1 одиночний титул.
Найвищим досягненням на турнірах Великого шолома було 3 коло в одиночному розряді.

## Фінали Гран-прі за кар'єру

### Одиночний розряд: 1 (1-0)
| Результат | W/L | Дата     | Турнір            | Покриття | Суперник      | Рахунок       |
| --------- | --- | -------- | ----------------- | -------- | ------------- | ------------- |
| Перемога  | 1–0 | Чер 1981 | Брюссель, Бельгія | Ґрунт    | Рікардо Ікаса | 4–6, 6–4, 7–5 |

### Парний розряд: 1 (0–1)
| Результат | W/L | Дата     | Турнір            | Покриття | Партнер     | Суперники              | Рахунок  |
| --------- | --- | -------- | ----------------- | -------- | ----------- | ---------------------- | -------- |
| Поразка   | 0–1 | Лип 1981 | Кіцбюель, Австрія | Ґрунт    | Люк Сандерс | Девід Картер Пол Кронк | 6–7, 1–6 |

## Титули на челленджерах

### Одиночний розряд: (3)
| Ранг | Рік  | Турнір              | Покриття | Суперник     | Рахунок       |
| ---- | ---- | ------------------- | -------- | ------------ | ------------- |
| 1.   | 1983 | Тампере, Фінляндія  | Ґрунт    | Скотт Ліптон | 6–4, 6–2      |
| 2.   | 1986 | Лісабон, Португалія | Ґрунт    | Джон Фролі   | 6–2, 2–6, 6–2 |
| 3.   | 1988 | Страсбург, Франція  | Ґрунт    | Томас Нюдаль | 6–2, 6–2      |

### Парний розряд: (1)
| Ранг | Рік  | Турнір             | Покриття | Партнер      | Суперники                      | Рахунок  |
| ---- | ---- | ------------------ | -------- | ------------ | ------------------------------ | -------- |
| 1.   | 1981 | Барселона, Іспанія | Ґрунт    | Джуні Чатмен | Франсіско Гонсалес Дерек Сеґал | 6–4, 7–5 |